# Stenhomalus kubani
Stenhomalus kubani là một loài bọ cánh cứng trong họ Cerambycidae.